# ビーイングホールディングス
株式会社ビーイングホールディングス（BEING HOLDINGS CO.,LTD.）は、石川県金沢市に本社を置く物流会社。東京証券取引所スタンダード市場上場。

## 概要
1986年9月に鶏肉の卸売配送を目的として、河内物流有限会社として設立。設立時は車両1台でスタートした。その後はM&Aなどで事業を拡大させていき、主に北陸地方や関東地方を中心に物流倉庫の運営を手掛けている他、グループ会社であるオリエンタルにおいて観光バス事業やタクシー事業も手掛けている。
取引先はクスリのアオキ、三菱食品、PALTACとの取引が半分以上を占めている。
2021年4月には「運ばない物流」の商標認可を受けた。

## 沿革
- 1986年9月 - 石川県金沢市にて河内物流有限会社として設立。
- 1989年4月 - 北食物流有限会社に商号変更。同時に本社を福井県坂井市へ移転。
- 1991年3月 - 本社を石川県金沢市に再移転。
- 1997年3月 - 食品物流センター運営を目的として有限会社ドライ（後の株式会社ドライ）を設立。
- 2000年
  - 4月 - 株式会社に改組。同時に商号を株式会社アクティーに変更。
  - 9月 - 食品物流センター運営を目的として有限会社ブロードライン（後の株式会社富山アクティー）を設立。
- 2002年2月 - 日用雑貨物流センター運営を目的として有限会社コラビス（後の株式会社コラビス）を設立。
- 2005年
  - 2月 - 日用雑貨物流センター運営を目的として有限会社コラビス東海（後の株式会社コラビス東海）を設立。
  - 8月 - 株式会社丸協物流（後の株式会社福井アクティー）を子会社化。
- 2009年
  - 4月 - 車両整備を目的として株式会社プレベンスを設立。
  - 5月 - 株式会社リオ観光を子会社化。同時にリオ観光の商号を株式会社オリエンタルバス（後の株式会社オリエンタル（初代））に変更。
  - 8月 - 石陸急配協同組合（後の北陸物流効率化事業協同組合）を子会社化。
  - 12月 - 有限会社白観交通を子会社化。
- 2010年8月 - 額交通株式会社（後の株式会社オリエンタル（2代））を子会社化。
- 2011年12月 - 車両整備を目的として有限会社田川自動車（後の株式会社田川自動車）を子会社化。プレベンスの事業を田川自動車へ移管。
- 2012年
  - 2月 - 株式会社プレベンスを吸収合併。
  - 4月 - 持株会社制に移行。商号を株式会社ビーイングホールディングスへ変更。株式会社アクティー（初代）が手掛けていた事業は会社分割により株式会社アクティー（2代）が継承。
- 2013年10月 - 関東の事業強化を目的として株式会社まもる運送の株式33%を取得して子会社化。
- 2014年
  - 7月 - 株式会社オリエンタル（初代）が金石タクシー株式会社を子会社化。
  - 12月 - 関東地区の事業強化を目的として株式会社東京アクティーを設立。
- 2015年12月 - 株式会社まもる運送を完全子会社化。株式会社オリエンタル（初代）が有限会社白観交通を吸収合併[8]。
- 2016年12月 - 株式会社ベプロを株式交換により、株式会社Gappaを株式の追加取得によりそれぞれ完全子会社化。株式会社福井アクティーが株式会社富山アクティーを吸収合併。株式会社オリエンタル（初代）が手掛けていた事業を額交通株式会社へ移管。
- 2017年
  - 1月 - 額交通株式会社の商号を株式会社オリエンタル（2代）に変更。
  - 6月 - 東京本社を開設。
  - 11月 - 株式会社オリエンタル（初代）の清算結了[9]。
- 2018年1月 - 株式会社コラビスが株式会社コラビス東海を、株式会社東京アクティーが株式会社まもる運送を、株式会社オリエンタル（2代）が金石タクシー株式会社をそれぞれ吸収合併。
- 2019年5月 - 株式会社アクティーが株式会社ドライを吸収合併。
- 2020年12月 - 東京証券取引所2部に上場[3]。

## グループ会社
- 株式会社アクティー
- 株式会社コラビス
- 株式会社Gappa
- 株式会社オリエンタル
- 株式会社ベプロ
- 株式会社田川自動車
- 北陸物流効率化事業協同組合
- 株式会社A2ロジ
- 株式会社福井アクティー
- 株式会社東京アクティー
- 株式会社横浜LSP